# Venceslao Spalletti
Venceslao Spalletti (Reggio nell'Emilia, 16 marzo 1837 – Faido, 21 agosto 1899) è stato un politico italiano.
Fu senatore del Regno d'Italia nella XV legislatura.